# Palaeorhiza nana
Palaeorhiza nana är en biart som beskrevs av Hirashima och Maurits Anne Lieftinck 1983. Palaeorhiza nana ingår i släktet Palaeorhiza och familjen korttungebin. Inga underarter finns listade i Catalogue of Life.